# Tótpróna
Tótpróna (szlovákul Slovenské Pravno, németül Windisch-Prona) község Szlovákiában, a Zsolnai kerületben, a Stubnyafürdői járásban.

## Fekvése
Stubnyafürdőtől 11 km-re északnyugatra található.

## Története
A település határában a Szokol-barlangokban már a kőkorszakban éltek a pilinyi kultúrához tartozó embercsoportok. A római korban a Milian-hegy kiszögelésén erődített település állt.
A mai települést 1113-ban a zoborhegyi apátság oklevelében „Prauna” néven említik először. A zoborhegyi bencés apátság birtoka volt, 1252-től a turóci konventé és divéki nemeseké. 1275-ben „Prona”, 1279-ben „Prauna” néven említik, ekkortól a Récskei grófoké és utódaiké. 1293-ban „Prouna”, 1302-ben „Prona” megnevezéssel találjuk. A 14. század végén uradalmi központ, melyhez hét falu tartozott. Birtokosai a Thuróczi, Ujfalussy, Balogh, Török, Apponyi és Kereskényi családok. 1453-ban „Prona Sclavonicalis”, 1514-ben „Thothprona” néven említik. A 16. század elején a Zablatiak, a 17. században a Szerafil, Dóczy és Amadé családok tulajdonában állt. 1655-ben mint mezőváros piactartási jogot kapott és a vidék kereskedelmi központja lett. A 17. században alapították a szabók, kovácsok és kőművesek céhét. A 18. században megalakult a szűcsök és cipészek céhe is. Gabona és gyógyolaj kereskedőik eljutottak messze Oroszországba, Törökországba és Ázsiába is. 1715-ben 35, 1720-ban 42 háztartása volt. 1736-ban „Tót Prona” alakban szerepel a korabeli forrásokban. A 18. században a Prónayak, a 19. században a Justh, Prónay, Velite családok birtokolták. 1785-ben 144 házában 874 lakos élt.
A 18. század végén Vályi András így ír róla: „Tót Próna. Túrócz Vármegyében, földes Ura Prónai, és több Uraságok, lakosai katolikusok, és evangelikusok, fekszik Iváncsinához fél mértföldnyire, savanyú vize is van; határjának földgyei jók, réttye kétszer kaszáltatik, legelője elég, fája van tűzre, piatza helyben, országos vásárjai meglehetősek, első osztálybéli.”
1828-ban 115 háza volt 911 lakossal, akik mezőgazdasággal, fazekassággal, szövéssel-fonással foglalkoztak.
Fényes Elek 1851-ben kiadott geográfiai szótárában így ír a településről: „Tót-Próna, (Szlovenske Pravno), Thurócz vmegyében, tót m. v., a Posonból Liptóba vezető országutban. Sz. Mártontól délre 2 1/2 mfdnyire. Számlál 281 kath., 630 evang. lak. Ékesitik a kath. és evang. anyaszentegyházak, az uraságok jeles lakházai és épületei. Földe középszerű, s hegyes; erdeje bőven; legelője elég és jó; savanyuviz-forrása is van, de nem igen használtatik. – A Prónay nagy érdemü nemzetség innen vette eredetét. Ut. p. Rudnó.”
1890 és 1910 között a gazdasági visszaesés miatt sok lakója kivándorolt a tengerentúlra. A trianoni diktátumig Turóc vármegye Stubnyafürdői járásához tartozott.
A háború után lakói mezőgazdasággal, kézművességgel, ezen belül főként fazekassággal, szűcs- és csizmadiamesterséggel, vászonszövéssel foglalkoztak.

## Népessége
| Év:            | 1994. | 2004.   | 2014.   | 2024.   |
| -------------- | ----- | ------- | ------- | ------- |
| Emberek száma: | 957   | 952     | 940     | 878     |
| Eltérés:       |       | -0,52 % | -1,26 % | -6,59 % |

| Év:            | 2023. | 2024.   |
| -------------- | ----- | ------- |
| Emberek száma: | 887   | 878     |
| Eltérés:       |       | -1,01 % |

1910-ben 968, túlnyomórészt szlovák anyanyelvű lakosa volt.
2001-ben 938 lakosából 923 szlovák volt.
2011-ben 964 lakosából 913 szlovák volt.

## Neves személyek
- Itt születhetett 1570-ben Láni Illés (1570-1618) evangélikus püspök, vallásos költő.
- Itt született 1883-ban Záborszky Nándor, Budafok első polgármestere.
- Itt szolgált Fehér Damáz (1913-1998) komáromi bencés gimnáziumi tanár, pap.
- Erre is megfordult Jacques Bongars (1554-1612) francia diplomata, utazó, kém, könyvgyűjtő.

## Nevezetességei

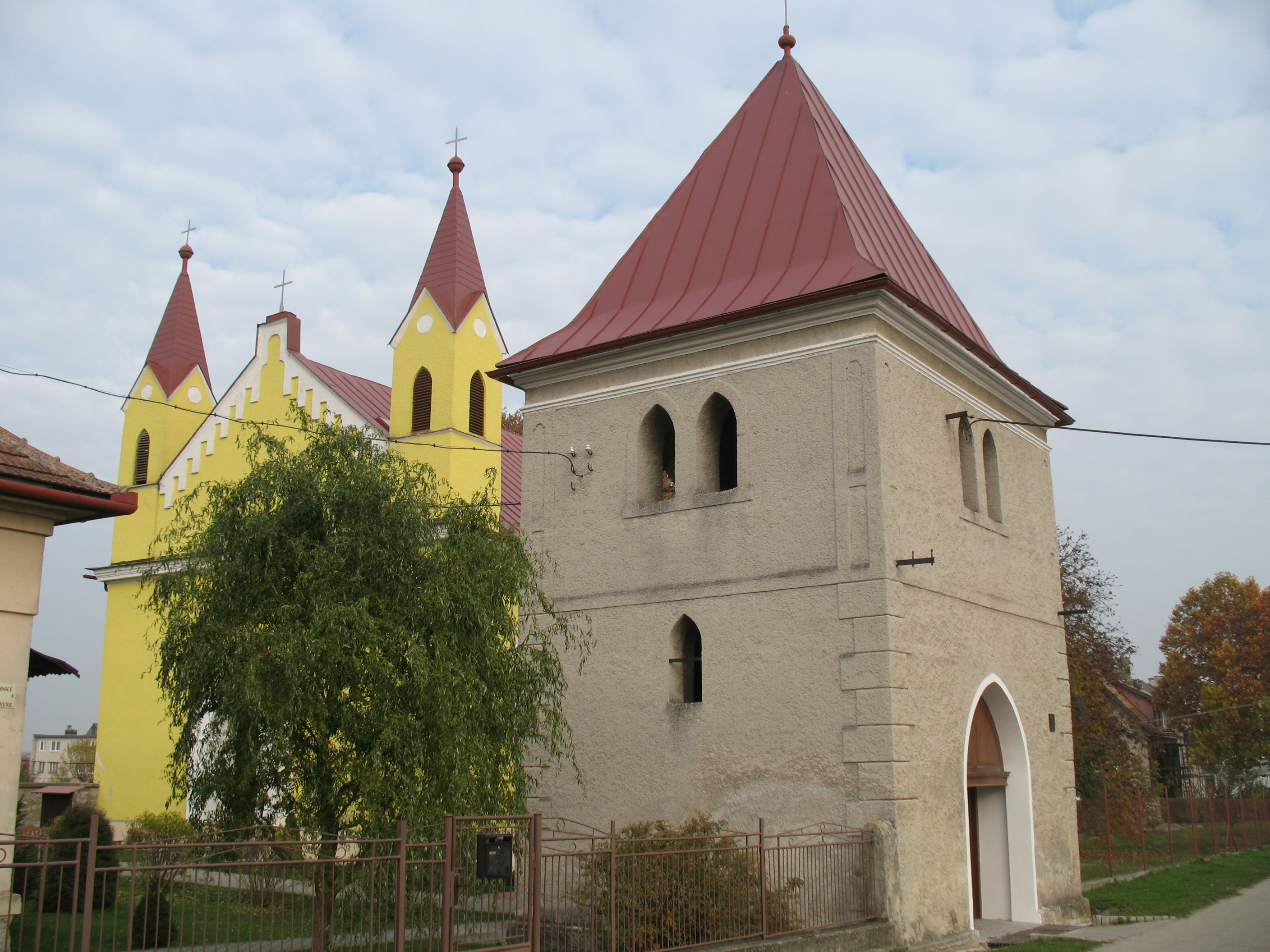
Templom
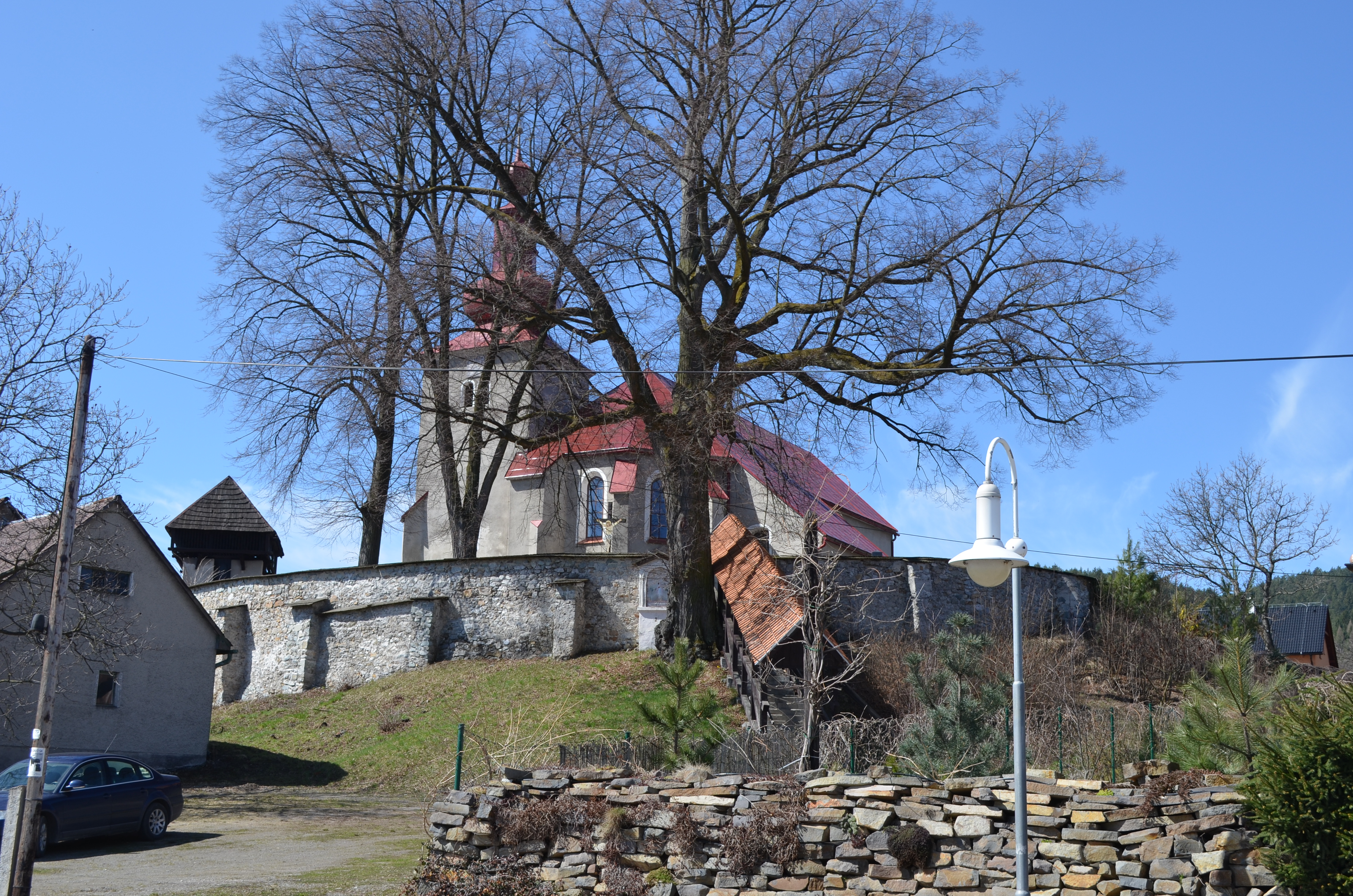
Templom

- A Mindenszentek tiszteletére szentelt római katolikus temploma a 13. század végén épült gótikus stílusban. Oldalkápolnája, hajóboltozata és tornya a reneszánsz stílusban történt átépítés során épült. 1789-ben a templomot újból átépítették, 1880-ban megújították. Kőből épített körítőfal övezi. Kápolnájában 1520 és 1530 között készített késő gótikus Pieta szobor található.
- Evangélikus temploma 1886-ban épült.
- Reneszánsz kúriája a 17. század elején épült, a 19. században átépítették.
- Rokokó kastélya 1754-ben épült egy régebbi reneszánsz kastély alapjain.
- A plébánia előtt álló pavilon 18. századi barokk, 1792-ben készített festményekkel.

## Külső hivatkozások
- E-obce.sk Archiválva 2010. február 18-i dátummal a Wayback Machine-ben
- Községinfó
- Tótpróna Szlovákia térképén
- Tótpróna a Turóci turisztikai régió honlapján
- Tótpróna kastélyai